# العلاقات الإسواتينية الصربية
العلاقات الإسواتينية الصربية هي العلاقات الثنائية التي تجمع بين إسواتيني وصربيا.

## مقارنة بين البلدين
هذه مقارنة عامة ومرجعية للدولتين:
| وجه المقارنة                                              | إسواتيني                                   | صربيا                                                      |
| --------------------------------------------------------- | ------------------------------------------ | ---------------------------------------------------------- |
| المساحة (كم2)                                             | 17.36 ألف                                  | 88.36 ألف                                                  |
| عدد السكان (نسمة)                                         | 1.37 مليون                                 | 7.02 مليون                                                 |
| الكثافة السكانية (ن./كم²)                                 | 78.92                                      | 79.45                                                      |
| العاصمة                                                   | لوبامبا، مبابان                            | بلغراد                                                     |
| اللغة الرسمية                                             | لغة إنجليزية، لغة سوازي                    | اللغة الصربية                                              |
| العملة                                                    | ليلانغيني سوازيلندي                        | دينار صربي                                                 |
| الناتج المحلي الإجمالي (بليون دولار)                      | 4.41 مليار                                 | 41.43 مليار                                                |
| الناتج المحلي الإجمالي (تعادل القوة الشرائية) بليون دولار | 11.13 مليار                                | 100.13 مليار                                               |
| الناتج المحلي الإجمالي الاسمي للفرد دولار أمريكي          | 3.20 ألف                                   | 5.24 ألف                                                   |
| الناتج المحلي الإجمالي للفرد دولار أمريكي                 | 8.29 ألف                                   | 13.59 ألف                                                  |
| مؤشر التنمية البشرية                                      | 0.531                                      | 0.771                                                      |
| رمز المكالمات الدولي                                      | +268                                       | +381                                                       |
| رمز الإنترنت                                              | .sz                                        | .rs، .срб ‏                                                 |
| المنطقة الزمنية                                           | التوقيت القياسي لجنوب أفريقيا، ت ع م+02:00 | توقيت وسط أوروبا، ت ع م+01:00، ت ع م+02:00، أوروبا/بلغراد ‏ |

## منظمات دولية مشتركة
يشترك البلدان في عضوية مجموعة من المنظمات الدولية، منها:
| علم المنظمة | اسم المنظمة                               | تاريخ انضمام إسواتيني | تاريخ انضمام صربيا |
| ----------- | ----------------------------------------- | --------------------- | ------------------ |
|             | مؤسسة التنمية الدولية                     | 22 سبتمبر 1969        | 25 فبراير 1993     |
|             | يونسكو                                    | 25 يناير 1978         | 20 ديسمبر 2000     |
|             | وكالة ضمان الاستثمار متعدد الأطراف        | 18 أبريل 1990         | 19 مارس 1993       |
|             | الأمم المتحدة                             | 24 سبتمبر 1968        | 1 نوفمبر 2000      |
|             | الاتحاد البريدي العالمي                   | ?                     | ?                  |
|             | البنك الدولي للإنشاء والتعمير             | 22 سبتمبر 1969        | 25 فبراير 1993     |
|             | الاتحاد الدولي للاتصالات                  | 11 نوفمبر 1970        | 1 يونيو 2001       |
|             | منظمة حظر الأسلحة الكيميائية              | ?                     | ?                  |
|             | مؤسسة التمويل الدولية                     | 22 سبتمبر 1969        | 25 فبراير 1993     |
|             | المركز الدولي لتسوية المنازعات الاستشارية | 14 يوليو 1971         | 8 يونيو 2007       |
|             | منظمة الشرطة الجنائية الدولية             | ?                     | ?                  |

## وصلات خارجية
- موقع وزارة الخارجية الصربية